# Кумтоган
Кумтога́н (каз. Құмтоған) — село у складі Карасайського району Алматинської області Казахстану. Входить до складу Райимбецького сільського округу.
У радянські часи село називалось Мирне.
Населення — 596 осіб (2021; 109 у 2009, 41 у 1999, 54 у 1989).